# Ignacio González (baloncestista)
Ignacio González (Ciudad Autónoma de Buenos Aires, 18 de abril de 2000) es un basquetbolista argentino que se desempeña como escolta en el Ferro de la Liga Nacional de Básquet de Argentina.

## Trayectoria

### Clubes
| Club  | País      | Año             |
| ----- | --------- | --------------- |
| Ferro | Argentina | 2016 - Presente |